# Schönenbuch
Schönenbuch (svájci németül: Schönebuech) egy Arlesheim negyedi település a Basel-Landschaft kantonban, Svájcban, a francia határnál. Neuwiller és Hagenthal-le-Bas településekkel szomszédos. A települést három oldalról veszi körbe a francia határ, csupán északkeletről szomszédos svájci településsel, Allschwillel.
Első említése 1315-ből származik, Schoenenbuoch írásmóddal. 1816-ban lett független község.
Tengerszint feletti magassága 355 méter.
Közvetlen buszjárat köti össze Bázellel.

## Demográfia
Schönenbuch lakossága 2020 márciusában 1417 fő volt. 2008-as felmérés szerint a lakossága 9,2% külföldi nemzetiségű. 2000-es felmérés szerint a lakosság túlnyomó többsége beszél németül (1178 fő, 94,6%), a második legelterjedtebb nyelv a francia (22 fő, 1,8%), a harmadik az angol a harmadik (17 fő, 1,4%).

## Vallás
2000-es népszámlálás szerint a lakosság 549 tagja (44,1%) római katolikus vallású, 409 fő tagja (32,9%) a Svájci Református Egyházhoz tartozik. Kisebb számban még található 2 fő ortodox (0,16% a lakosságnak), 12 fő Keresztény Katolikus Egyház tag, és tovább 26 fő (2,09% a népességnek) egyéb keresztény felekezetű. További 14 fő (a lakosság 1,12%) iszlám, 1 személy buddhista hívő. 227-en nyilatkoztak úgy, hogy nem elkötelezettek egyházilag, avagy ateisták, 5 fő nem kívánt választ adni a kérdésre.